# Godzilla: Final Wars
Godzilla: Final Wars (ゴジラ ファイナルウォーズ, Gojira: Fainaru Wōzu) is een Japanse kaijufilm uit 2004. De film is de 28e van de Godzillafilms. Met de film werd het vijftigjarig bestaan van Godzilla gevierd.

## Verhaal
De film is een direct vervolg op de originele Godzillafilm, en negeert de gebeurtenissen uit alle tussenliggende films.
In de nabije toekomst hebben eindeloze oorlogen en vervuiling vele monsters doen ontstaan. Om de mensheid te beschermen tegen deze kolossale beesten wordt de Earth Defence Force (EDF) in het leven geroepen. Deze organisatie houdt met geavanceerde wapens en gadgets de beesten onder controle. Wanneer in 1964 onverwacht Godzilla weer opduikt, begraaft de EDF hem onder het ijs van Antarctica.
In 2004 ontdekt de EDF een gemummificeerde kaiju, die blijkbaar uit de ruimte is gekomen. Op datzelfde moment verschijnen meer dan 10 monsters tegelijkertijd bij wereldsteden als Parijs, New York, Sydney en Shanghai. De monsters vernietigen een groot deel van deze steden, maar verdwijnen daarna weer net zo plotseling als dat ze gekomen zijn. Kort daarna verschijnt een vliegend object, dat een ruimteschip blijkt te zijn. Dit schip is van een buitenaards ras genaamd de Xillians. Zij hebben blijkbaar alle monsters gevangen bij wijze van “vredesoffer” aan de aarde.
Al snel blijken de Xillians helemaal niet vredelievend te zijn. Ze laten de gevangen monsters vrij om de wereld te verwoesten, en wekken ook het gemummificeerde monster. De EDF kan tegen deze overmacht niet op, en besluit uiteindelijk tot een laatste wanhoopsmiddel: Godzilla bevrijden uit het ijs.
Nadat Godzilla is ontsnapt, reist hij de wereld over om alle monsters te verslaan. Zijn laatste tegenstander is Monster X (een aangepaste versie van King Ghidorah), met wie hij in de ruïnes van Tokio vecht. Na ook Monster X te hebben verslagen, keert Godzilla samen met Minilla (een mini-Godzilla wiens oorsprong onbekend is) terug naar zee.

## Rolverdeling
| Acteur            | Personage                |
| ----------------- | ------------------------ |
| Masahiro Matsuoka | Shinichi Ozaki           |
| Rei Kikukawa      | Miyuki Otanashi          |
| Don Frye          | Douglas Gordon           |
| Maki Mizuno       | Newscaster Anna Otanashi |
| Kazuki Kitamura   | Xilien Leader            |
| Kane Kosugi       | Katsunori Kazama         |
| Kumi Mizuno       | Akiko Namikawa           |
| Kenji Sahara      | Hachiro Jinguji          |
| Masami Nagasawa   | Shobijin                 |
| Chihiro Otsuka    | Shobijin                 |
| Kenta Suga        | Kenta Taguchi            |
| Shigeru Izumiya   | Samon Taguchi            |
| Masatoh Eve       | Xilien General           |
| Tsutomu Kitagawa  | Godzilla                 |

## Achtergrond

### Opbrengst
Godzilla: Final Wars werd op 4 december 2004 uitgebracht in de Japanse bioscopen. De film bracht ongeveer ¥ 1 200 000 000 op.
Toho hoopte met Godzilla: Final Wars de Godzillareeks te beëindigen met nog een laatste blockbuster. Maar dat liep anders dan gepland. De opbrengst van de film was redelijk, maar niet zo hoog als Toho had gehoopt.
De reacties van fans waren gemengd. Een punt van kritiek was dat veel van de monsters weinig schermtijd kregen.

### Productie
Godzilla: Final Wars had het grootste budget van alle Godzillafilms: ¥ 2 000 000 000.
De regie was in handen van Ryuhei Kitamura. Daar de film het 50-jarig jubileum van Godzilla betekende, werkten veel acteurs uit voorgaande films mee aan deze film. Ook veel van de monsters uit oudere Godzillafilms keerden in deze film weer terug.
De film kan bijna als een re-make van Destroy All Monsters beschouwd worden. Ook in deze film gebruiken buitenaardse wezens bijna alle aardse kaiju als wapens bij hun invasie, moet Godzilla het tegen hen opnemen en is zijn laatste tegenstander Ghidorah.

### Monsters
Godzilla: Final Wars is momenteel recordhouder voor het aantal monsters in een Godzillafilm.
De monsters in de film zijn:
- Godzilla
- Manda
- Rodan
- Gigan
- Zilla (alias GINO, het monster uit de Amerikaanse Godzillafilm)
- Anguirus
- King Caesar
- Kamacuras
- Kumonga
- Minilla
- Ebirah
- Mothra
- Hedorah
- Monster X
- Keizer Ghidorah (als Monster X II)

Monsters die in de film worden gezien via beeldmateriaal uit vorige films zijn:
- Varan (uit Varan the Unbelievable)
- Gezora (uit Space Amoeba)
- Baragon (uit Frankenstein Conquers the World)
- Gaira (uit War of the Gargantuas)
- Titanosaurus (uit Terror of Mechagodzilla)
- Megaguirus (uit Godzilla vs. Megaguirus)
- Mechagodzilla (uit Godzilla vs. Mechagodzilla)
- Godzilla Junior (uit Godzilla vs. Destoroyah)

### Locaties
De film speelt zich af op de volgende locaties:
- Sydney, Australië (Aangevallen door Zilla)
- New York (Aangevallen door Rodan)
- Shanghai, China (Aangevallen door Anguirus)
- Parijs, Frankrijk (Aangevallen door Kamacuras)
- Papoea-Nieuw-Guinea
- Tokio, Japan (Aangevallen door Monster X en Gigan)
- Okinawa (Aangevallen door King Caesar)
- Arizona (Aangevallen door Kumonga)
- Vancouver, Canada

## Trivia
- Ondanks de titel is Toho anno 2015 nog een Godzilla-film aan het maken. Deze komt uit in 2016.
- De scène waarin Godzilla zijn Amerikaanse tegenhanger (Zilla/GINO) bevecht is volgens veel fans gemaakt vanwege de teleurstelling die de Amerikaanse film was voor veel Godzillafans. De scène is tevens noemenswaardig voor het feit dat GINO net als in de Godzillafilm uit 1998 volledig uit computeranimatie bestaat. Daarmee is het het eerste monster in een Japanse kaiju-film dat niet met suitmation wordt neergezet.
- Godzilla: Final Wars is de enige Godzillafilm die van de MPAA een PG-13-rating kreeg.